# Gumilla longicornis
Gumilla longicornis là một loài côn trùng trong họ Osmylidae thuộc bộ Neuroptera. Loài này được Walker miêu tả năm 1853.